# Cortiçol-coroado
O cortiçol-coroado (Pterocles coronatus) é uma espécie de ave da família Pteroclididae.
Pode ser encontrada nos seguintes países: Afeganistão, Argélia, Chade, Egipto, Índia, Irão, Israel, Jordânia, Líbia, Mali, Mauritânia, Marrocos, Níger, Omã, Paquistão, Arábia Saudita, Sudão, Tunísia, Emirados Árabes Unidos, Sahara Ocidental e Iémen.